# 清水善三
清水 善三（しみず ぜんぞう、1959年9月15日 - ）は、日本の元俳優・タレント。本名も同じ。兵庫県神戸市出身。祖父はテニス選手の清水善造。特技はスキー、テニス。

## 来歴・人物
専修大学松戸高等学校を経て、日本大学経済学部中退。高校時代は硬式テニス部に所属し、シングルスで千葉県大会準優勝の経験がある。高校生時代は日本テニス協会の英才教育機関・ジュニアテニスアカデミーの1期生。
大学生時代のテニス大会の写真を見た松竹の関係者に推薦され、1981年に松竹映画『なんとなく、クリスタル』のオーディションに合格し、芸能界デビューする。その後は、テレビドラマや映画、バラエティ番組など数多くの作品に出演する。『欽ちゃんの週刊欽曜日』（TBS）のオーディションの時は、『暁に斬る!』（関西テレビ）のロケ中の合間を縫って急いで駆け付けたため、着替える時間も無く、かつらに着流し姿のままでオーディション会場に現れ、その時居合わせた萩本欽一が大笑いして「君は帰っていい、合格!」とだけ言われて『週刊欽曜日』の出演が決まったという。
その後俳優・タレント業をリタイアし、53歳のときに妻の実家がある愛媛県に移住。現在は、妻と共に全国イベント「日本神話語りプロジェクト」のメインスタッフとして活動する傍ら、愛媛県新居浜市の新居浜インドアテニスクラブで特別コーチを務めている。
新人の頃はカーマニアで、珍しい車に目が無く、ドラマ『家族の神話』に出演していた時はポルシェ・924が劇中に登場していたこともあって興奮していたという。

## 出演

### 映画
- なんとなく、クリスタル（1981年、松竹）
- YYK論争 永遠の誤解（1999年、YYKプロダクション配給）
- Last Dance ラストダンス（2001年、東映）
- およう（2002年、松竹）

### テレビドラマ
- 木曜ゴールデンドラマ「母の殺意」（1981年、YTV）
- 家族の神話（1982年、MBS）
- 暁に斬る!（1982年 - 1983年、KTV） - 磯吉
- 青が散る（1982年 - 1983年、TBS） - 安斉克己
- NHK大河ドラマ （NHK）
  - 春の波涛（1985年） - 雷吉
  - 信長 KING OF ZIPANGU（1992年） - 高山飛騨守
- 月曜ワイド劇場 （ANB）
  - 「十七歳非行妻」（1985年） - 龍
  - 「美人母娘3人、あゝ華麗なる結婚サギII」（1986年）
- わたしの可愛いひと（1986年、CX） - 田所信一
- 木曜ドラマストリート「セーラー服三銃士」（1986年、CX）
- 阪急ドラマシリーズ/はずめ!イエローボール（1987年、KTV・宝塚映像） - 谷順平
- おさと（1987年、YTV）
- 花王愛の劇場「女に生まれて」（1988年、TBS）
- 晴海コンパニオン物語（1988年、CX） - 村岡慎平
- 土曜ドラマスペシャル（TBS）
  - 「嫉妬のウエディングドレス」（1988年8月20日） - 新太郎
  - 「娘と私のアホ旅行」（1989年4月15日） - 松川弘
- 京一輪（1989年、YTV）
- 月曜・女のサスペンス （TX）
  - 女流作家シリーズ「危険な関係」（1989年12月4日）
  - 女流作家シリーズ「魔性のOL・苦いキスの味」（1991年12月2日）
- わんぱく天使（1990年 - 1991年、KTV） - 早川泰
- 女王蜂 （1990年、ANB） - 遊佐三郎
- 土曜ワイド劇場 （ANB）
  - 「森村誠一の終列車」（1990年） - 大上刑事
  - 「殺人迷宮課の名警部」（1998年） - 見城洋文
  - 「法医 歯科学の女3」（1999年） - 関川光生
  - 「津軽海峡に消えた女」（2001年）
- さすらい刑事旅情編III 第16話「告訴せず!!通り魔に襲われた女」（1991年、ANB）
- 火曜サスペンス劇場「九門法律相談所5・飛べない小鳥たち」（1996年、NTV）
- 女と愛とミステリー「松本清張特別企画・ガラスの城」（2001年、TX）
- 月曜ミステリー劇場 （TBS）
  - 「軽井沢夫人」（2002年）
  - 「狼女の子守唄」（2002年） - 刑事

### その他の番組
- ぎんざNOW!（TBS）
- 欽ちゃんの週刊欽曜日（TBS）